# No me recuerdas a nada
Slow (en lituano: Tu man nieko neprimeni) es una película de drama romántico lituano de 2023 escrita y dirigida por Marija Kavtaradze. Retrata cercanía e intimidad dentro de una relación que desafía los estereotipos y las nociones convencionales de pareja. La película tuvo su estreno mundial en enero de 2023 en el Festival de Cine de Sundance y su estreno europeo en el Festival de Karlovy Vary en julio de 2023.

## Sinopsis
La bailarina Elena y el intérprete de lengua de signos Dovydas se conocen y forman un hermoso vínculo. A medida que se sumergen en una nueva relación, deben encontrar la manera de construir su propio tipo de intimidad.

## Reparto
- Greta Grineviciute como Elena
- Kestutis Cicenas como Dovydas
- Pijus Ganusauskas como Vilius
- Laima Akstinaite como Viktorija
- Vaiva Zymantaite como Vilte
- Mantas Barvicius como Jokubas
- Rimante Valiukaite como la madre de Elena

## Recepción

### Respuesta de la crítica
La película ha recibido una acogida positiva por parte de la crítica en general. No me recuerdas a nada tiene un índice de aprobación del 94% con una puntuación promedio de 7/10, según 16 reseñas recopiladas, en el sitio web de agregación de Rotten Tomatoes.